# Wartislaw I

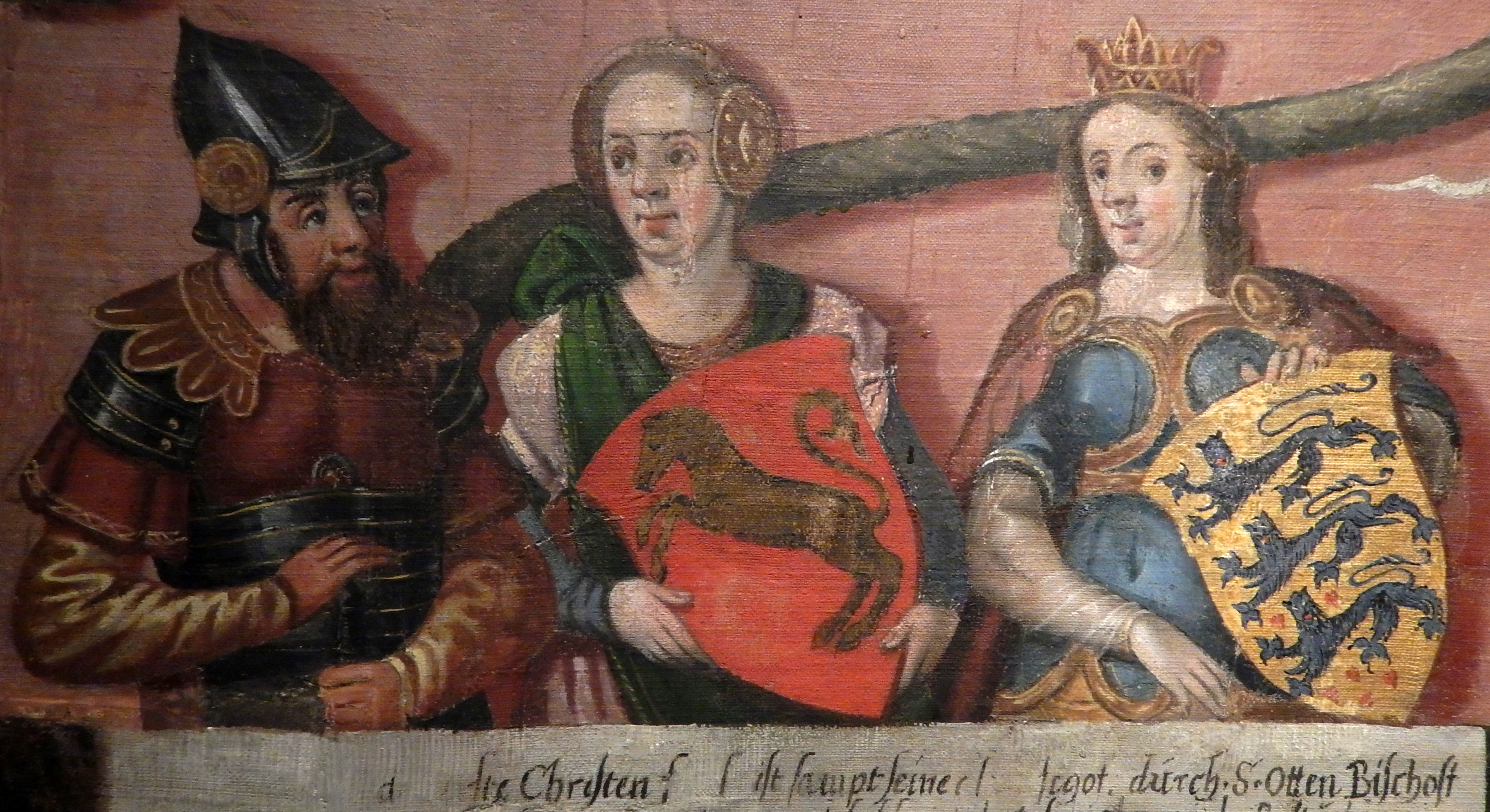
Wartislaw I met zijn vrouwen Heila en Ida, uit de Stamboom van de Greifen door Cornelius Krommeny, 1598.

Wartislaw I (* rond 1100 ; † vóór 1148 in Stolpe ) was een Pommerse vorst. Hij wordt beschouwd als de stamvader van de dynastie van de Greifen en de stichter van het Pommerse hertogelijke huis. Hij heeft de introductie van het christendom in Pommeren aanzienlijk bevorderd.

## Leven
Er is niets bekend over de oorsprong van Wartislaw. Hij wordt voor het eerst vermeld in de vita van bisschop en missionaris Otto van Bamberg. Zijn eerste zendingsreis vond plaats in opdracht van de Poolse hertog Bolesław III, die in 1121/1122 de monding van de Oder en de stad Stettin had veroverd. Wartislaw I nam het bestuur over van het door Bolesław III veroverde gebied van de Liutizen ten westen van de Oder. Een tweede zendingsreis van Otto van Bamberg leidde in 1128 naar dit gebied, dit keer onder de bescherming van koning Lotharius van Supplinburg en de markgraaf (toen nog van de Mark Lausitz ) Albrecht de Beer. In aanwezigheid van Otto en Wartislaw besloten de edelen van het gebied op Pinksteren in 1128 het christendom aan te nemen in een landdag in Usedom.
In 1135 moest de feodale heer van Wartislaw, Boleslaw, de feodale soevereiniteit van het Heilige Roomse Rijk erkennen voor de gebieden ten westen van de Oder. Als gevolg hiervan viel Wartislaw ook onder het leengoed als navazal van het Rijk.

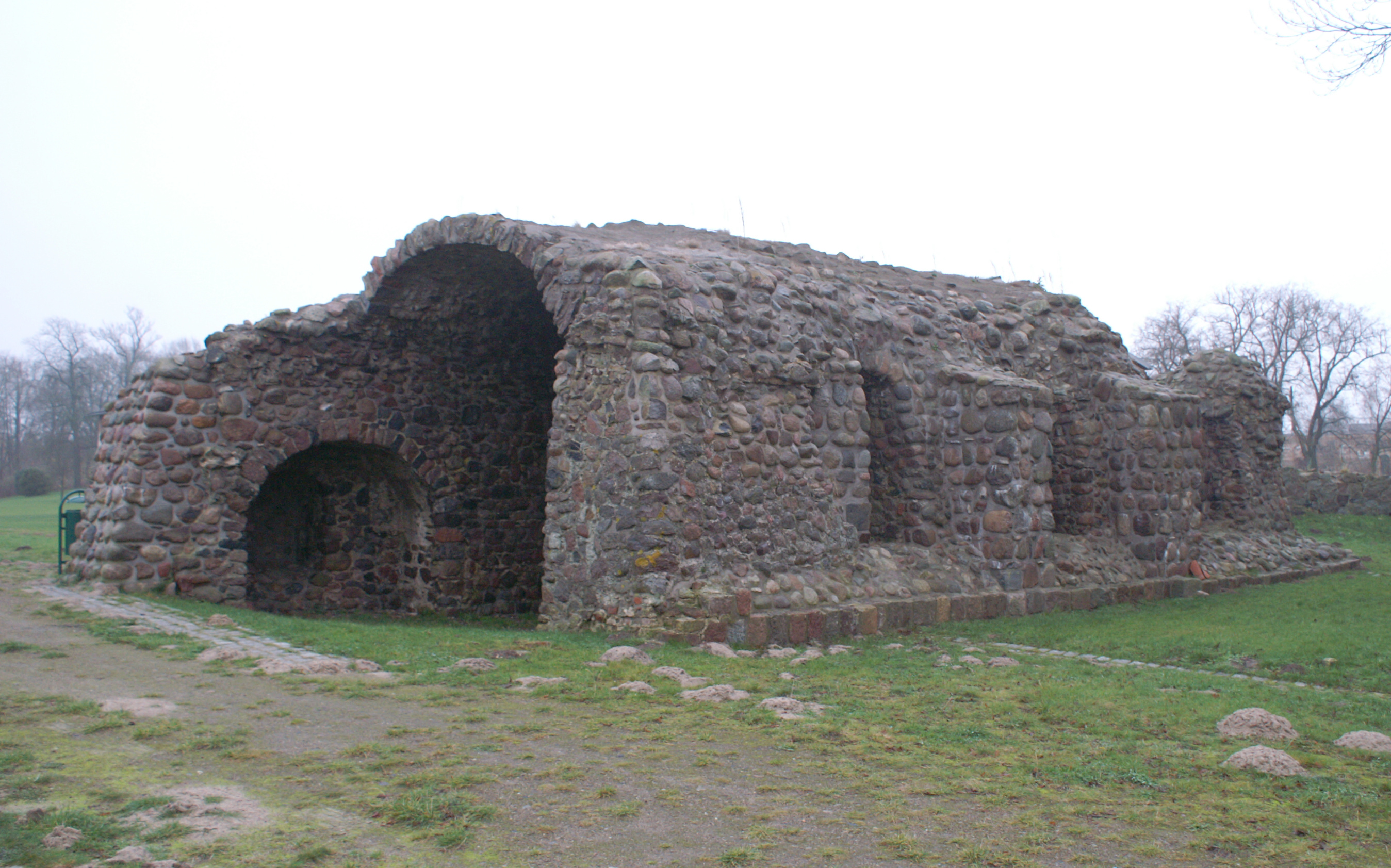
Het Klooster van Stolpe, het oudste klooster van Pommeren, opgericht ter nagedachtenis aan Wartislaw.

Volgens verschillende bronnen stierf Wartislaw tussen 1135 en 1148. Hij zou zijn vermoord in de buurt van Stolpe an der Peene, waar mogelijk een heidense gebedshuis stond, door een Wend die tegen de kerstening was. Zijn broer Ratibor I stichtte later een kerk op de plaats waar Wartislaw waarschijnlijk werd begraven, en in 1153 het Klooster van Stolpe met de zonen van Wartislaw.
Wartislaw I trouwde twee keer. De naam van zijn eerste vrouw was Heila, haar connectie met het Huis Welfen is niet gedocumenteerd. Zijn tweede vrouw Ida zou een Deense prinses zijn en wordt verondersteld de moeder te zijn van zijn zonen Bogislaw I en Casimir I, die waarschijnlijk na 1124 zijn geboren. Zijn broer Ratibor, oprichter van de Ratiboriden-zijlinie, nam na de dood van Wartislaw de voogdij over de kinderen over.

### Speculaties en ongefundeerde beweringen
Er is niets bekend over de oorsprong van Wartislaw.
Volgens één bewering zou hij de zoon kunnen zijn van de "Oderhertog" (Latijns: dux Odrensis) aangeduid als Swietopelk (Swantopolk), die rond 1112/1113 zijn oudste zoon als gijzelaar naar het Poolse hof moest sturen. Er is echter geen bewijs dat Wartislaw in Saksen gevangen zat.
Er zijn ook geen historische verslagen over de vraag of hij als bondgenoot of tegenstander betrokken was toen Bolesław III de monding van de Oder en de stad Stettin in 1121/1122 veroverde.
Het is onduidelijk of en in hoeverre Wartislaw erin slaagde om te profiteren van de tegenstrijdige belangen tussen hem en Lothar III.

## Herdenking

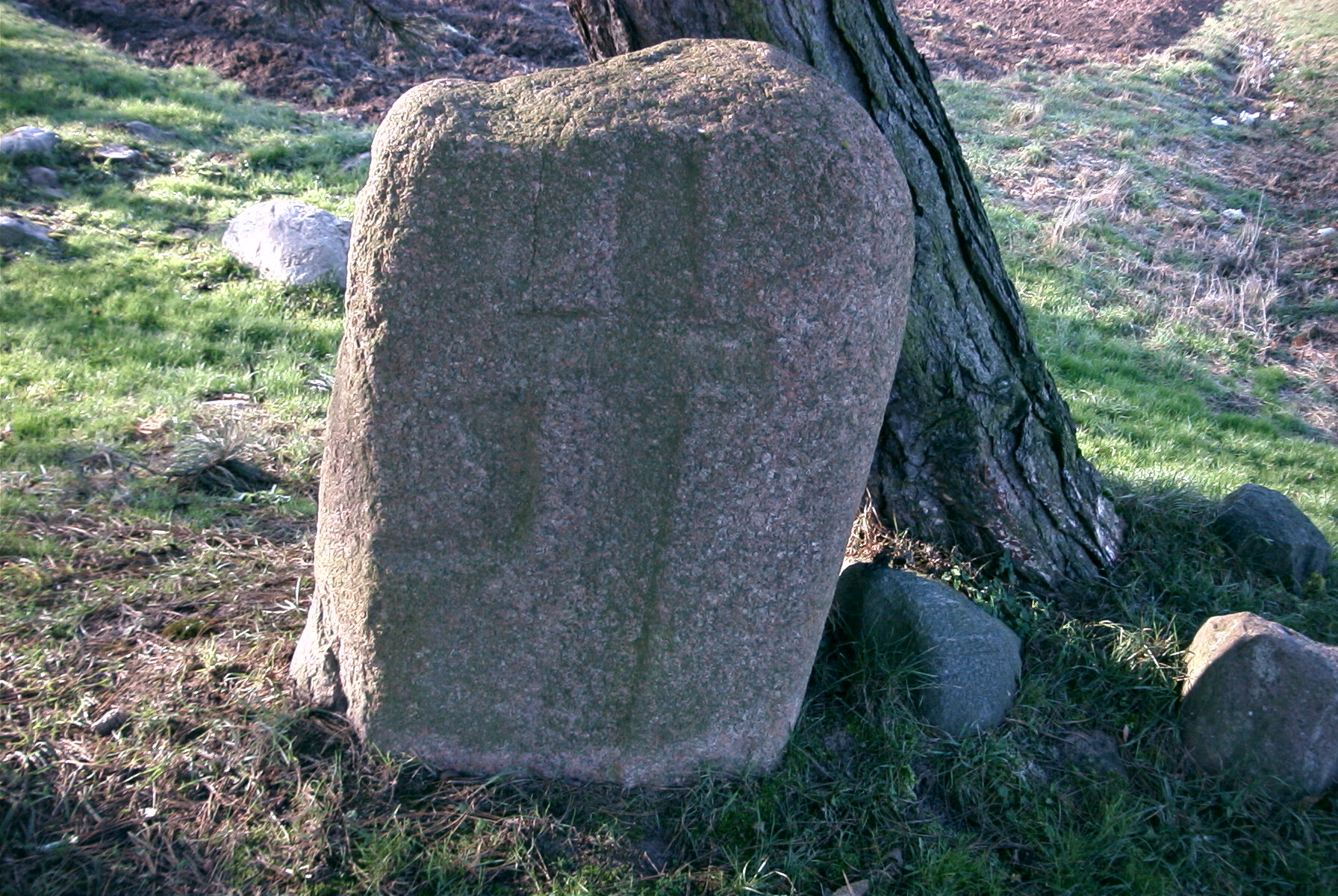
Wartislawsteen bij Grüttow

De Wartislawsteen aan de Bundesstraße 110 nabij Ortsteil Grüttow in Stolpe, is bedoeld als symbool van verzoening op de vermeende plaats waar Wartislaw werd vermoord. Door de eeuwen heen is de steen, die ook wordt opgevat als grens tussen hertogelijk en kloosterbezit, echter meermaals verplaatst naar een andere locatie.

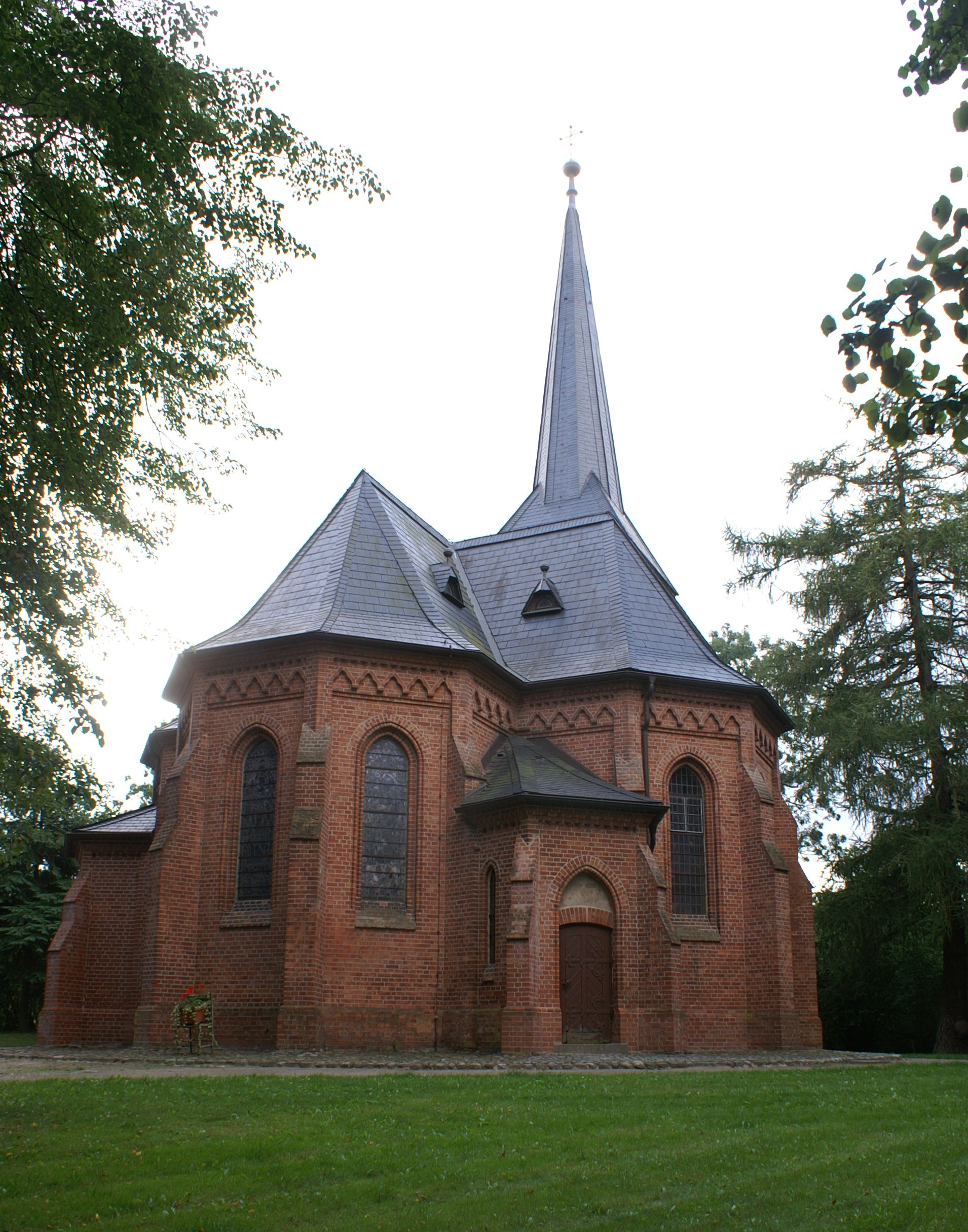
Herdenkingskerk van Wartislaw, Stolpe.

In 1893 werd in Stolpe de Herdenkingskerk van Wartislaw ingewijd, die volgens plannen van kerkmeester Theodor Prüfer op de plaats van de oude, verwoeste kloosterkerk werd gebouwd. In de entree van de kerk bevinden zich twee gedenkplaten. Een van deze is gewijd aan de kerkwijding in 1893, de andere herdenkt de eerste christelijke Pommerse hertog Wartislaw I, genaamd de Belijder. De gedenkplaat bevat de volgende inscriptie: "De eerste christelijke Pommerse hertog Wartislaw I werd vermoord vanwege zijn geloof in Stolpe an der Peene 1136".
- Gemeinsame Normdatei: 138794510
- Virtual International Authority File: 95420075